# Вейдо
Вейдо (пол. Wejdo) — село в Польщі, у гміні Лисе Остроленцького повіту Мазовецького воєводства.
Населення — 436 осіб (2011).
У 1975-1998 роках село належало до Остроленцького воєводства.

## Демографія
Демографічна структура станом на 31 березня 2011 року:
|          | Загалом | Допрацездатний вік | Працездатний вік | Постпрацездатний вік |
| -------- | ------- | ------------------ | ---------------- | -------------------- |
| Чоловіки | 232     | 54                 | 156              | 22                   |
| Жінки    | 204     | 55                 | 113              | 36                   |
| Разом    | 436     | 109                | 269              | 58                   |